# USS LST-244
O USS LST-244 foi um navio de guerra norte-americano da classe LST que operou durante a Segunda Guerra Mundial.